# Tachuris rubrigastra

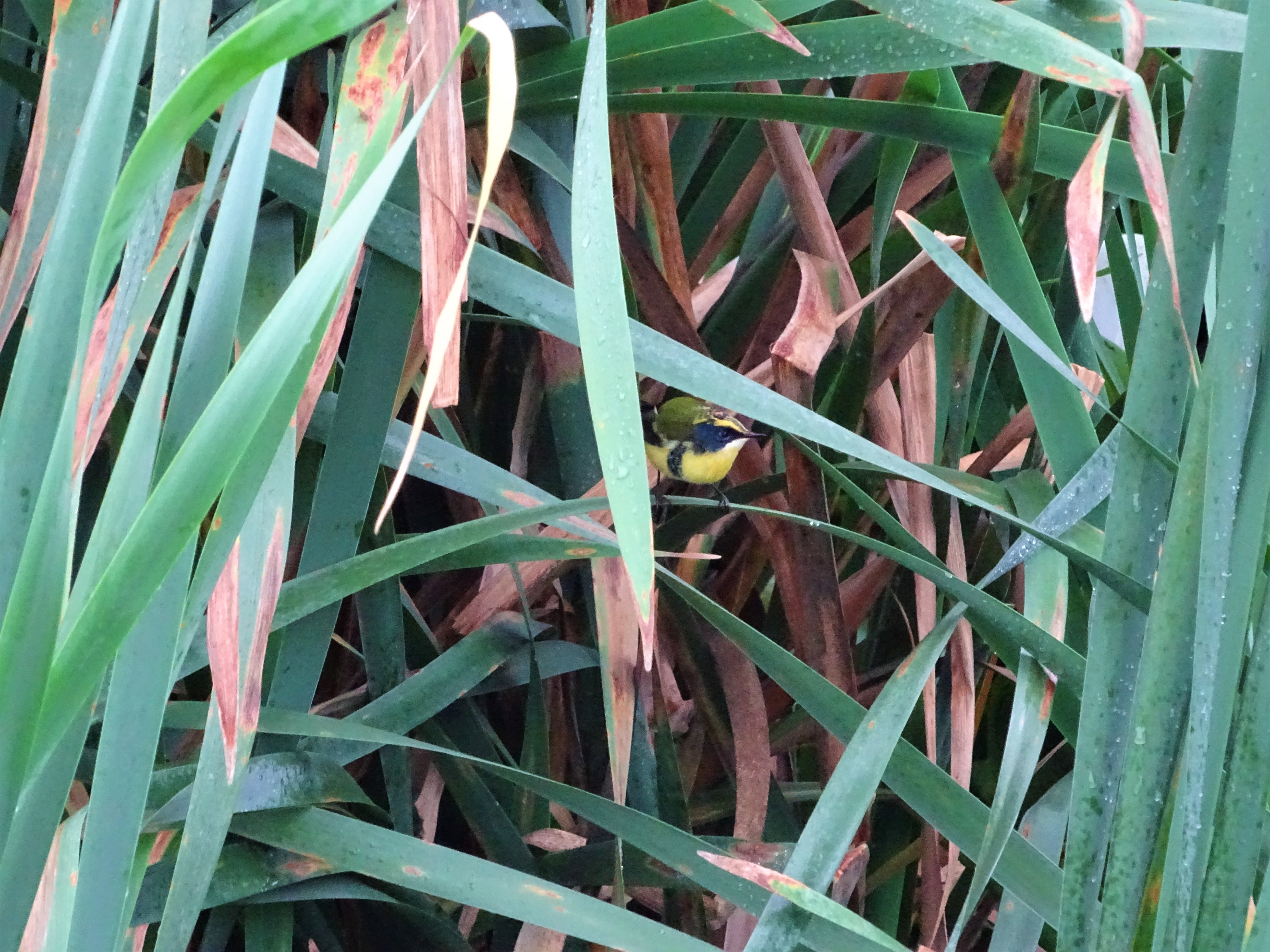
Siete colores en su hábitat típico, en Parque Finky, Buenos Aires, Argentina.

El siete colores o sietecolores (Tachuris rubrigastra), es una especie de ave paseriforme perteneciente a la familia Tyrannidae, aunque para algunos autores formaría parte de una familia aparte, llamada Tachurisidae. Es el único miembro del género Tachuris y sus relaciones con otros miembros de la familia Tyrannidae son inciertas. Es nativo del centro sur y de la región andina del centro oeste de América del Sur.

## Nombres comunes
Aparte de siete colores (nombre de uso común en Chile), es conocido también como tachurí sietecolores (en Argentina y Paraguay), sietecolores de la laguna (en Argentina y Uruguay), sietecolores de la totora (en Perú), el rey, junquero de colores, matraca, pajarito arco iris, papa-pirí, tachurí rey o reyezuelo.

## Distribución y hábitat
Se encuentra en Argentina, Bolivia, Brasil, Chile, Paraguay, Perú y Uruguay. Ver detalles en Subespecies.
Habita en zonas húmedas e inundables cercanas a ríos y lagos. Está asociado a las totoras. Desde el nivel del mar hasta los 4100 m s. n. m. en la cordillera de los Andes.

## Descripción

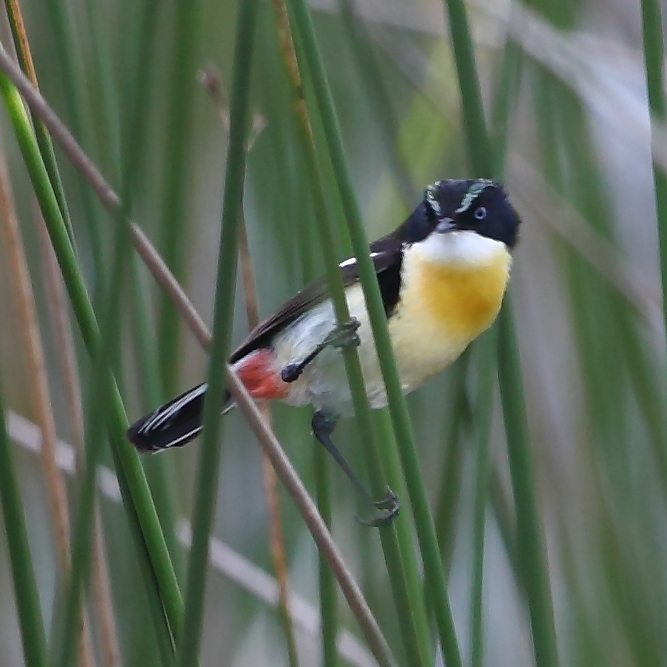
Siete colores en la Lagoa dos Patos, Rio Grande do Sul, Brasil.

Mide entre 10 y 11,5 cm de longitud. Como su nombre lo indica, el plumaje del siete colores (en realidad son 8 o 9) es muy colorido. La corona es negra con una faja central roja (casi siempre oculta) y lista superciliar amarillo dorado a los lados. Los lados de la cara con triángulo negro azulado desde el pico hasta los auriculares. El lomo y las partes traseras son verdes; las partes inferiores son amarillo brillante; el cuello, blanco; exhibe una banda parcial negra alrededor del pecho; el criso es rojizo. Su cola es corta con rectrices centrales negras, las siguientes negras con punta blanca y rectrices exteriores blancas (obvias en vuelo); sus alas son cortas y redondeadas, las cobertoras son grises, las primarias gris parduzco, las secundarias con borde blanco formando una línea transversal blanca ancha. Patas negras, pico esbelto negro, ojos celestes. La hembra exhibe colores más suaves y los jóvenes son menos coloridos que los adultos. Aves de altitudes andinas son ligeramente mayores y con las listas superciliares más anchas mientras que las aves de la costa peruana pueden ser más blanquecinas por abajo y con las listas superciliares más verdosas.

## Comportamiento
Se mueve incansablemente dentro de la cobertura de juncales y totoras y a menudo es difícil de ser visto. Ocasionalmente emerge al borde del agua para alimentarse y por la mañana temprano se acomoda en perchas más en el abierto.

### Alimentación
Su dieta consiste de insectos y pequeños invertebrados que encuentra en su hábitat, los que caza moviéndose de totora en totora en vuelos cortos y dando pequeños saltos.

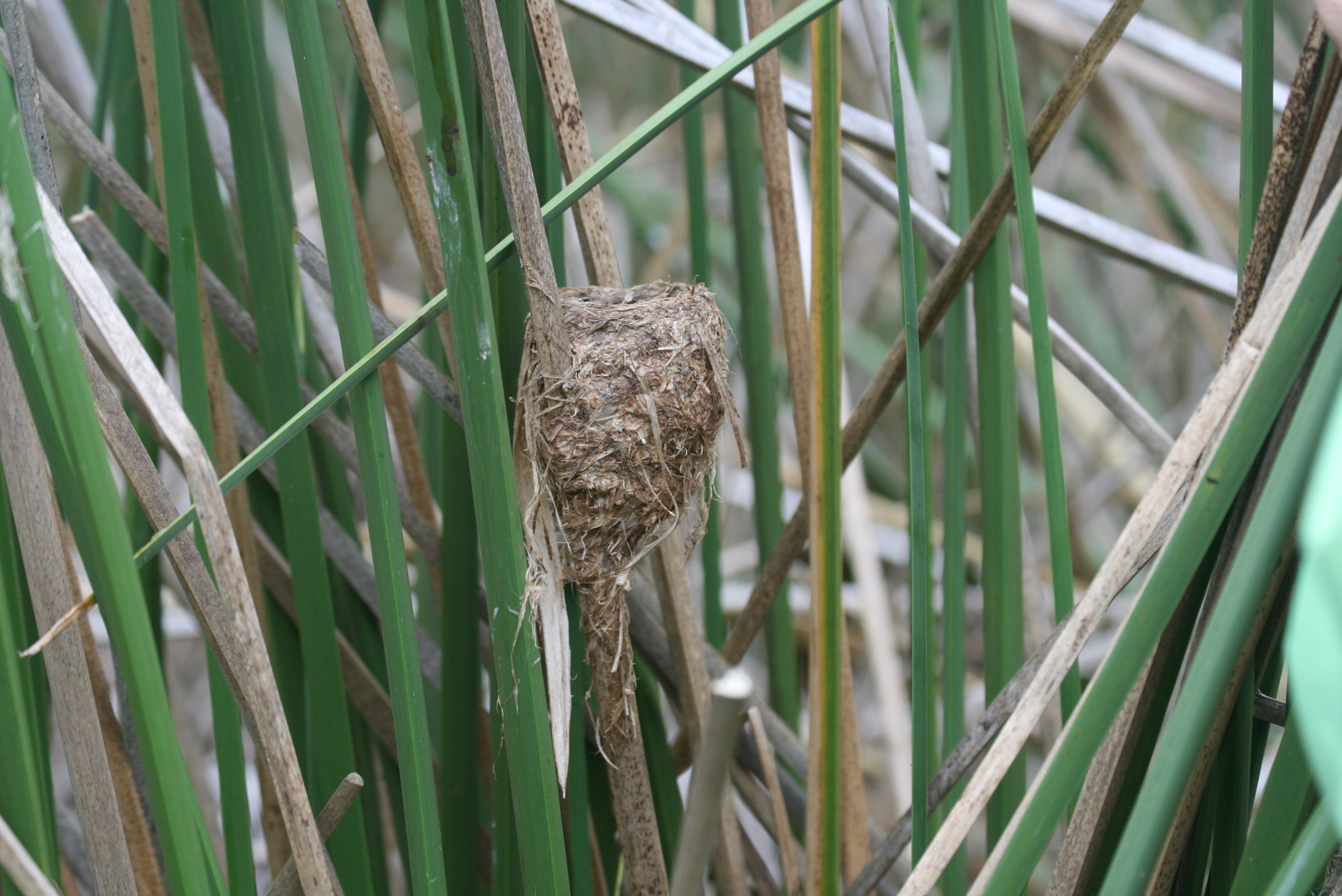
Nido de Tachuris rubrigastra

### Reproducción
Nidifica entre septiembre y diciembre. Construye un nido tejido de tiras de juncos secos, formando una taza terminada en punta en la parte inferior y amarrada a una rama de totora, a unos 50 a 100 cm del agua. Deposita dos a tres huevos amarillentos con el polo romo algo más oscuro que miden 16x13 mm.

### Vocalización
Vocaliza encaramado en lo alto de totoras o gramíneas verticales un canto bastante musical, un rico gorgoteo «triutu-tu, triutu-tu-tu-tu».

## Sistemática

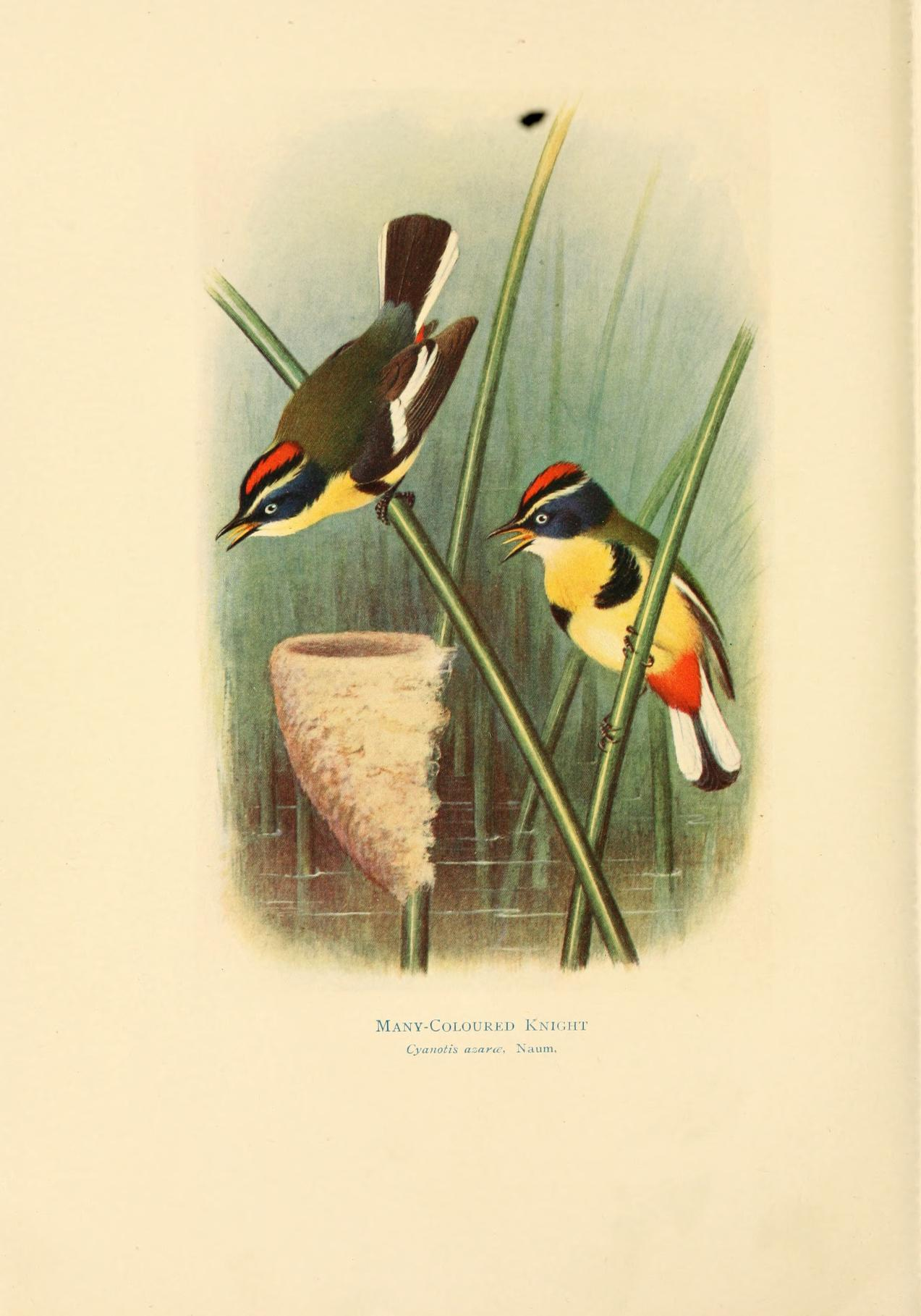
Tachuris rubrigastra, ilustración de Grönvold para W. H. Hudson Birds of la Plata, 1920.

### Descripción original
La especie T. rubrigastra fue descrita por primera vez por el naturalista francés Louis Pierre Vieillot en 1817 bajo el nombre científico Sylvia rubrigastra; la localidad tipo es: «Paraguay».
El género monotípico Tachuris fue descrito por el naturalista francés Frédéric de Lafresnaye en 1836.

### Etimología
El nombre genérico femenino «Tachuris» deriva del guaraní «tachurí, tarichú» que designa a varias pequeñas aves comedoras de insectos; y el nombre de la especie «rubrigastra», se compone de las palabras del latín «ruber, rubra»: rojo  y «gaster, gasteris»: vientre.

### Taxonomía
Las relaciones de este género con el resto de la familia Tyrannidae siempre fueron inciertas. Sin embargo, los estudios genético-moleculares realizados por Tello et al. (2009) descubrieron una cantidad de relaciones novedosas dentro de la familia Tyrannidae que todavía no están reflejados en la mayoría de las clasificaciones. El diagnóstico para Tachuris fue que los estudios moleculares demostraron consistentemente que el género pertenece a un linaje antiguo y aislado con relación a Rhynchocyclidae y Tyrannidae, pero no asociado a ninguno de ellos ni ambiguamente. La edad estimada, aunque inconclusivamente debido a la resolución pobre de los datos, apunta para una edad entre 25 y 28 Mya (millones de años). Tanto en morfología como en comportamiento, Tachuris es uno de los miembros más diferenciados del parvorden Tyrannida. Siguiendo estos estudios, Ohlson et al. (2013) propusieron dividir Tyrannidae en cinco familias, entre las cuales Tachurididae Ohlson,  Irestedt, Ericson & Fjeldså, 2013  exclusiva para el presente género. El Comité Brasileño de Registros Ornitológicos (CBRO) y Avibase adoptan dicha familia, mientras el Comité de Clasificación de Sudamérica (SACC) aguarda propuestas para analizar los cambios, y coloca al género en Incertae sedis.
Se ha propuesto que el nombre Tachurididae estaría errado por no obedecer a la raíz del mismo, Tachuris, y se ha sugerido su cambio a Tachurisidae, de acuerdo con Franz (2015). El CBRO ya adoptó el nuevo nombre.

### Cladograma propuesto para la familia Tachurisidae
De acuerdo a Ohlson et al. 2013, queda así la posición de la familia:
|                          | Pipridae |
|                          | |
|                          | Cotingidae |
|                          | |
| Superfamilia Tyrannoidea | \| \| Oxyruncidae \| \| \| \| \| \| Onychorhynchidae \| \| \| \| \| \| Tityridae \| \| \| \| \| \| Pipritidae \| \| \| \| \| \| Platyrinchidae \| \| \| \| \| \| Tachurisidae: Tachuris \| \| \| \| \| \| Rhynchocyclidae \| \| \| \| \| \| Tyrannidae \| \| \| \| |
|                          | \| \| Oxyruncidae \| \| \| \| \| \| Onychorhynchidae \| \| \| \| \| \| Tityridae \| \| \| \| \| \| Pipritidae \| \| \| \| \| \| Platyrinchidae \| \| \| \| \| \| Tachurisidae: Tachuris \| \| \| \| \| \| Rhynchocyclidae \| \| \| \| \| \| Tyrannidae \| \| \| \| |
|                          | Oxyruncidae |
|                          | |
|                          | Onychorhynchidae |
|                          | |
|                          | Tityridae |
|                          | |
|                          | Pipritidae |
|                          | |
|                          | Platyrinchidae |
|                          | |
|                          | Tachurisidae: Tachuris |
|                          | |
|                          | Rhynchocyclidae |
|                          | |
|                          | Tyrannidae |
|                          | |

|  | Oxyruncidae            |
|  |                        |
|  | Onychorhynchidae       |
|  |                        |
|  | Tityridae              |
|  |                        |
|  | Pipritidae             |
|  |                        |
|  | Platyrinchidae         |
|  |                        |
|  | Tachurisidae: Tachuris |
|  |                        |
|  | Rhynchocyclidae        |
|  |                        |
|  | Tyrannidae             |
|  |                        |

### Subespecies
Según las clasificaciones del Congreso Ornitológico Internacional (IOC) y Clements checklist v.2022, se reconocen cuatro subespecies, con su correspondiente distribución geográfica:
- Tachuris rubrigastra alticola (Berlepsch & Stolzmann, 1896), centro y sureste de Perú (Junín al sur hasta Puno), oeste de Bolivia (La Paz, Oruro) y noroeste de Argentina (Jujuy a Tucumán).
- Tachuris rubrigastra libertatis (Hellmayr, 1920), oeste de Perú (La Libertad al sur hasta Lima y norte de Ica).
- Tachuris rubrigastra loaensis (Philippi Bañados & A.W. Johnson, 1946), norte de Chile (Antofagasta en la confluencia de los ríos Loa y San Salvador).
- Tachuris rubrigastra rubrigastra (Vieillot, 1817), Paraguay, sureste de Brasil (sur de São Paulo hasta Río Grande do Sul), Uruguay, Argentina (Misiones, y desde Santa Fe a Buenos Aires y al sur hasta Santa Cruz); centro y oeste de Chile (Atacama al sur hasta Chiloé y Aysén).

## En la cultura popular

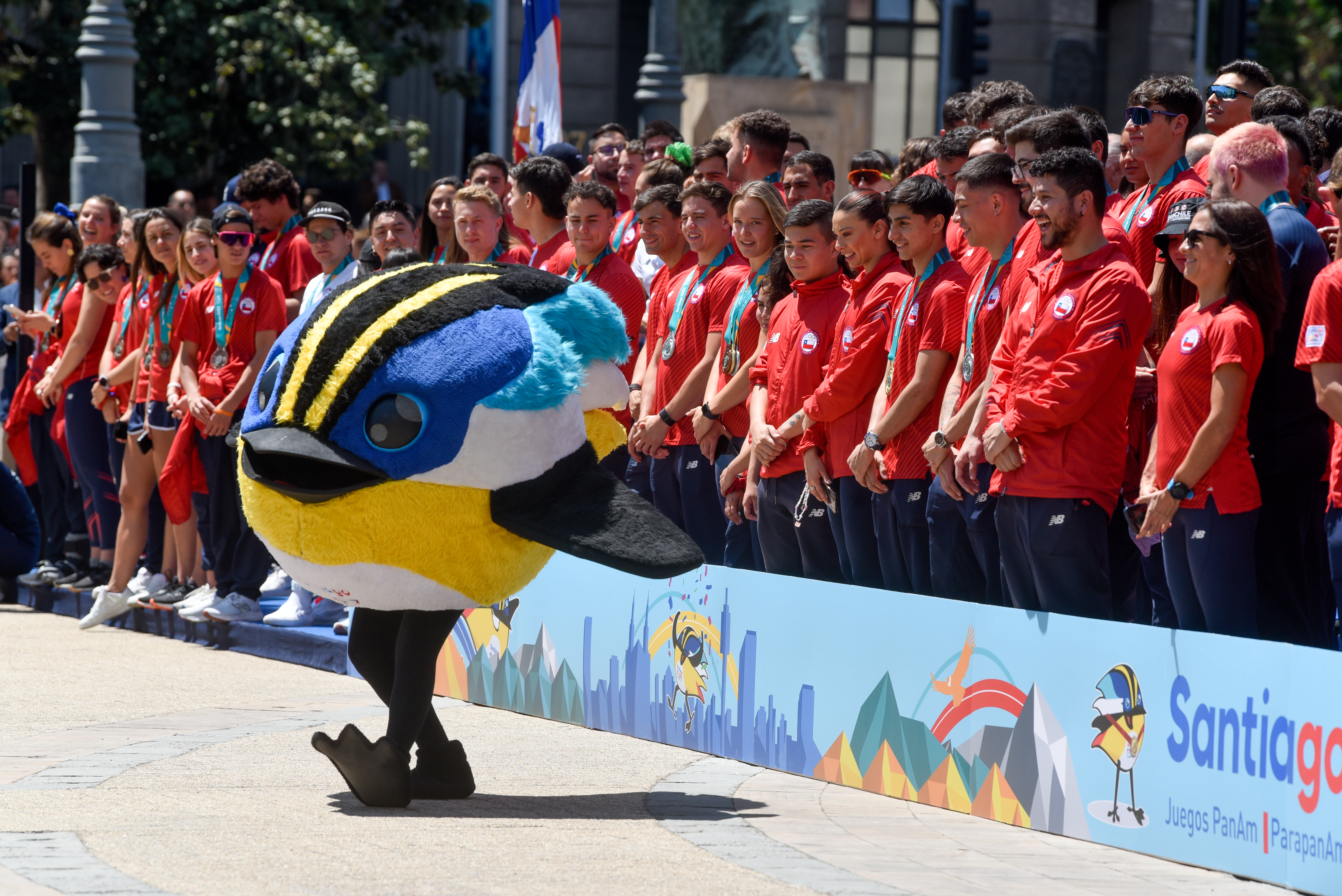
Fiu, la mascota de los Juegos Panamericanos de 2023

Con el nombre de «Fiu», y mediante votación realizada por Internet entre el 5 y el 25 de agosto de 2021, el siete colores fue elegido mascota de los Juegos Panamericanos 2023 y los Parapanamericanos 2023, llevados a cabo en Santiago (Chile).